# Каталонська центральна западина

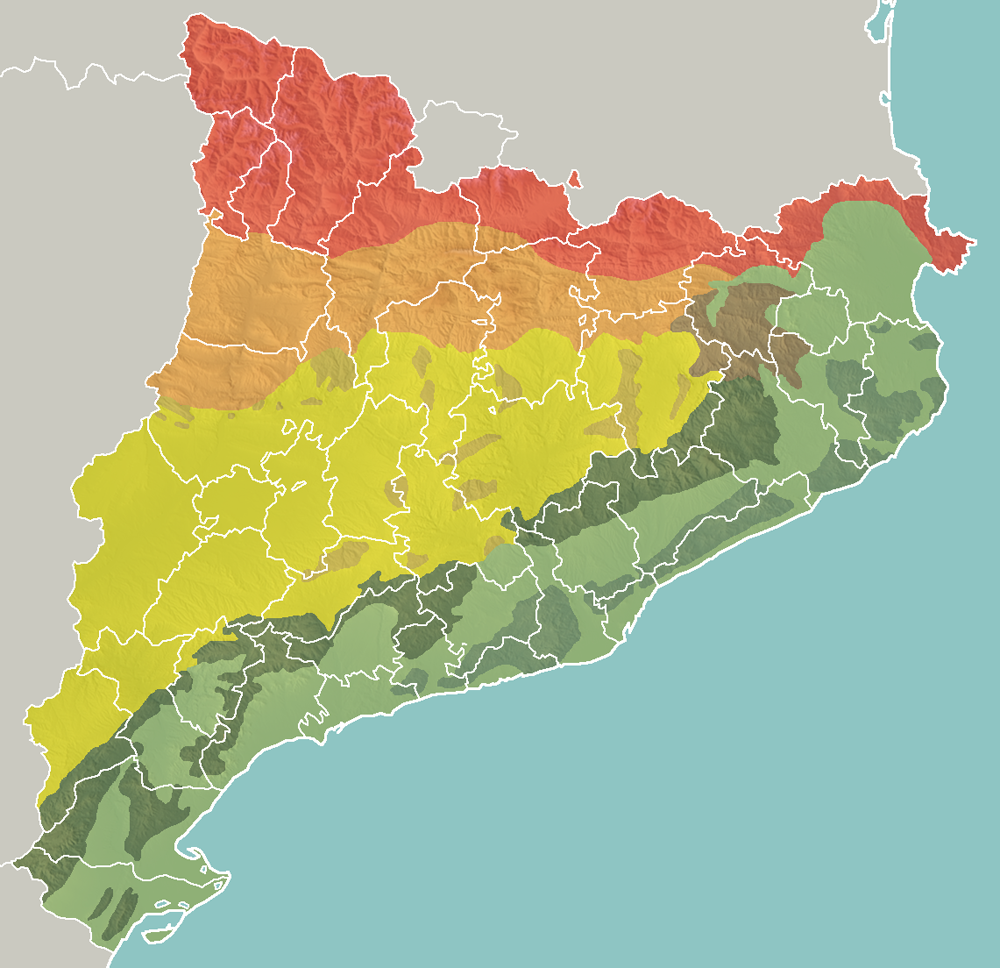
Геоморфологічна карта Каталонії:
Піренеї
Передпіренеї
Каталонська Центральна западина
Менші гірські масиви Центральної западини
Каталонський Поперечний хребет
Каталонський Прибережний хребет
Каталонський Береговий хребет
Каталонська Прибережна западина та інші прибережні рівнини

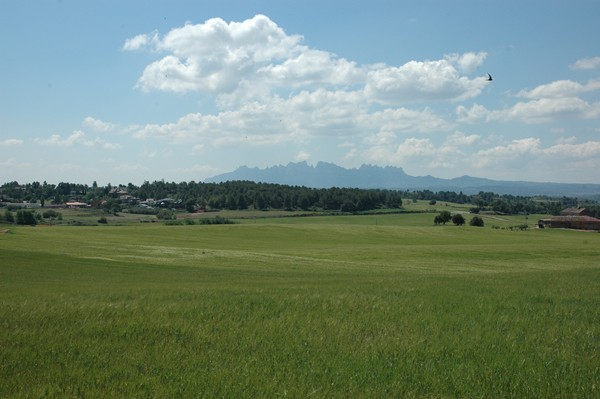
Pla de Bages, посеред Центральної западини, з Монсерратом на задньому плані.

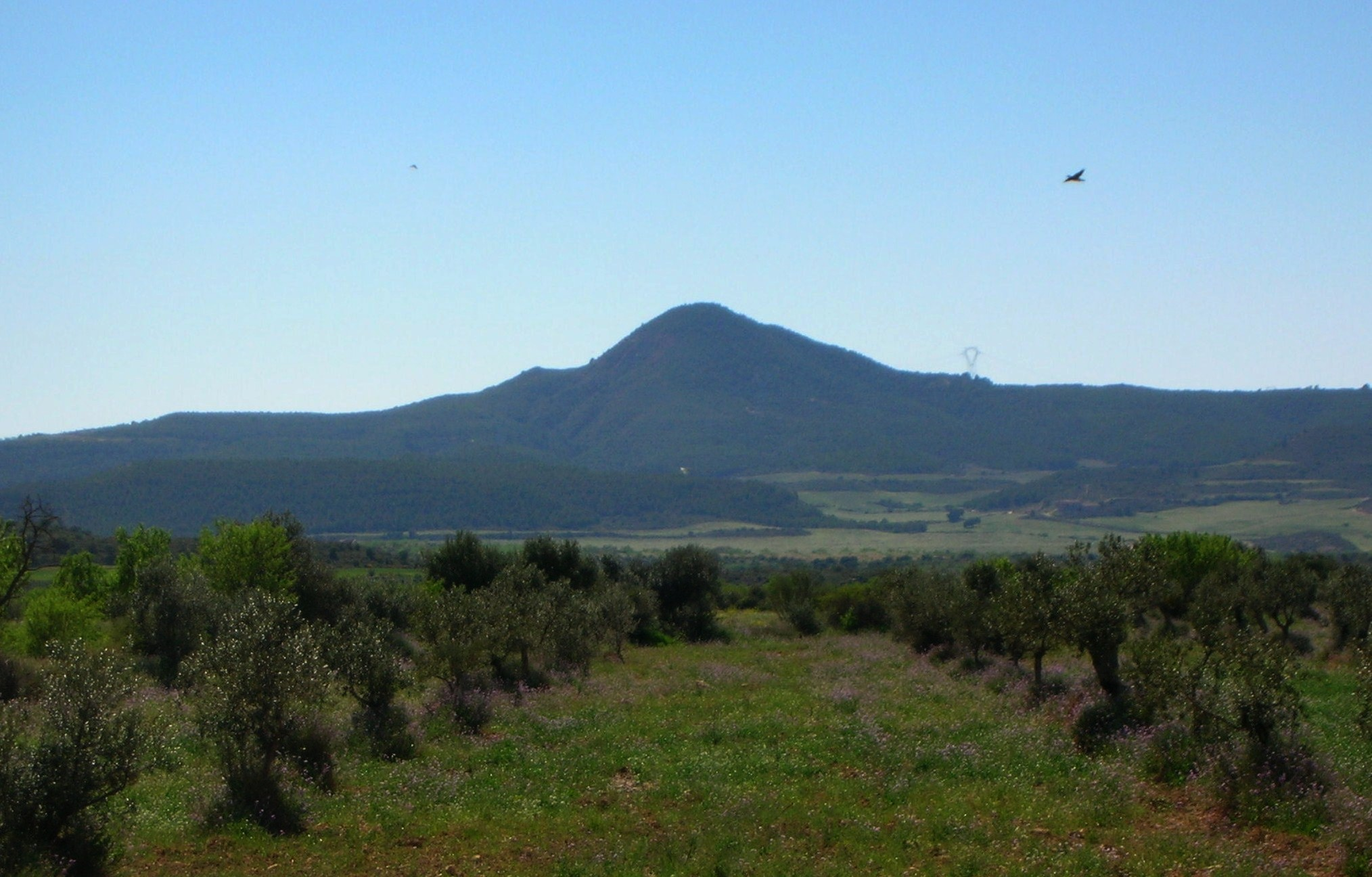
Монтменю, ізольований пагорб у західній частині Центральної западини.

Каталонська центральна западина (кат. Depressió Central Catalana) — природна западина між Передпіренейськими горами та Каталонським прибережним хребтом в Іспанії. Вона розширюється на захід, з'єднуючись із западиною Ебро, (кат. Depressió de l'Ebre), з яких його можна вважати східним розширенням. Каталонська центральна депресія становить близько 180 років км завдовжки при середній ширині 50 км.

## Опис
Каталонська центральна западина складається з ряду високих плато висотою від 800 до 1000 метрів, які поступово втрачають висоту на захід до западини Ебро. Існують еродовані річкові басейни, які обмежують ці висоти, де б грунт не складався з глини або мергелю. Pla de Bages і Conca de Barberà є прикладами цих вищих регіонів.
Межі Центральної западини різні, незалежно від того, чи розглядаються вони з точки зору їх походження чи фактичного рельєфу. Деякі гірські хребти за межами западини, як-от Монтсеррат і Сант-Льоренс-дель-Мунт, утворені тими самими геологічними матеріалами, що утворюють Центральну западину, хоча географічно вони розташовані в Прибережному хребті. Ці матеріали були накопичені на більш древніх скелях Каталонської середземноморської системи.